# دهستان فیروزبهرام
فیروزبهرام، دهستانی از توابع بخش مرکزی شهرستان اسلام‌شهر واقع در استان تهران است. مرکز این دهستان، روستای فیروزبهرام است با دین پایه زرتشت و اقلیت مسلمان.  طبق سرشماری سال ۱۳۸۵، تعداد ۲٬۷۸۰ خانوار شامل ۱۰٬۸۸۲ نفر در این دهستان ساکن بوده‌اند که از این تعداد ۵٬۶۱۵ نفر مرد و ۵٬۲۶۷ نفر آنها زن بودند.